# María Agustina Batalla Zepeda
María Agustina Batalla Zepeda (Chilpancingo de los Bravo, Guerrero, 28 de agosto de 1913 - Ciudad de México, 15 de febrero de 2000) fue una bióloga y botánica mexicana, fundadora de la Facultad de Ciencias de la Universidad Nacional Autónoma de México y del Herbario de la misma institución.

## Estudios y docencia
Su educación básica la realizó en su ciudad natal. Posteriormente se trasladó a la Ciudad de México donde cursó la carrera de profesora de educación primaria en la Benemérita Escuela Nacional de Maestros.
En 1940 obtuvo el grado de Maestra en Ciencias por la Facultad de Ciencias de la Universidad Nacional por medio de la tesis "Estudio morfológico de los granos de polen de las plantas vulgares del Valle de México" (enlace roto disponible en Internet Archive; véase el historial, la primera versión y la última). y en 1946 el grado de Doctora en Ciencias Biológicas por la misma universidad.
Desde 1930 se desempeñó como docente a nivel primaria y secundaria en múltiples dependencias, particularmente en el área de la botánica. En 1935 estuvo a cargo del Laboratorio de Biología de la Escuela Nacional Preparatoria de la Universidad Nacional. También entre 1930 y 1945 fue investigadora del Departamento de Botánica del Instituto de Biología de la Universidad.
A partir de 1939 impartió las cátedras de Biología General y Fanerogamia en la Facultad de Ciencias. Y en 1942 comenzó a impartir la cátedra de Biología en la Escuela Nacional de Maestros.
Fue miembro de múltiples grupos como la Sociedad Mexicana de Historia Natural y la Sociedad Botánica de México.
El 1999, durante la celebración del 60 aniversario de la Facultad de Ciencias, se le reconoció por su contribución al desarrollo de la Ciencia en México.

## Publicaciones
- Batalla, Z. M. A & Méndez, R. H. (1976). Biología 1: primer curso. México. Editorial Kapelusz Mexicana.[4]
- Batalla, Z. M. A & Méndez, R. H. (1979). Biología 2: segundo curso. México. Editorial Kapelusz Mexicana.[5]
- Batalla, Z. M. A & Méndez, R. H. (1979). Higiene Escolar. México. Editorial Oasis.[6]
- Batalla, Z. M. A & Méndez, R. H. (1969). Didáctica de las ciencias biológicas. Tomo III, Anatomía, fisiología e higiene. México. Editorial Oasis.